# MINURCA
De Mission des Nations Unies en République Centrafricaine (MINURCA) (Nederlands: VN-missie in de Centraal-Afrikaanse Republiek) was een vredesoperatie in de Centraal-Afrikaanse Republiek die plaatsvond van april 1988 tot februari 2000. Aan de basis lag de VN-resolutie 1159. De secretaris-generaal van de Verenigde Naties kende de deelnemende militairen en politieagenten de MINURCA Medaille toe. Nederlandse deelnemers kwamen in aanmerking voor de Herinneringsmedaille VN-Vredesoperaties.